# Charlie Laine
Charlie Laine (Marion, Wisconsin; 31 de enero de 1984) es una actriz pornográfica y modelo erótica estadounidense.

## Biografía
Charlie abandonó Wisconsin a los 16 años para vivir en Florida y trabajar de modelo para empresas de bañadores y gafas de sol.
Su material hasta 2007 ha sido mayoritariamente en solitario o contenido lésbico, aunque en sus inicios rodó algunas escenas hardcore bajo el nombre de Brandy Saphire.
A finales de 2005 participó en el concurso de Playboy TV, presentado por la también actriz porno Jenna Jameson, Jenna's American Sex Star.
Ha sido portada de la revista Penthouse en febrero de 2006, mes en que fue Penthouse Pet. También lo ha sido de Hustler y Barely Legal.
El 26 de mayo de 2006, hizo una aparición en el Show de Howard Stern (The Howard Stern Show).
En febrero de 2007 fue DanniGirl del mes.

## Curiosidades
- Lleva un tatuaje en la parte trasera del cuello con el logotipo de la revista Penthouse.
- A principios de 2008 se tatuó las palabras "Forever" y "Family", cada una en una de sus muñecas.
- Sus programas favoritos son Bob Esponja, Fraggle Rock, Aqua Teen Hunger Force y Chuck.
- Sus grupos o cantantes preferidos son Tom Petty, AC/DC, Guns & Roses y Bon Jovi.
- Tenía un novio llamado Jason Roberts (jugador de fútbol en el Blackburn Rovers FC).